# Número curioso

76 é um exemplo de número curioso (76^{2} = 5776)

Um número de n dígitos é considerado curioso se os últimos n dígitos de seu quadrado forem iguais ao número original. Os números curiosos também são números automórficos.

## Exemplos
252 = 625 e 762 = 5776 são exemplos de números curiosos. Existem números curiosos maiores, como 212890625 e 787109376:
2128906252 = 45322418212890625
e
7871093762 = 619541169787109376.
E se o quadrado de x tem os mesmos últimos n dígitos que x, o mesmo acontece com o cubo de x e todas as potências superiores.
Para cada {\displaystyle n>1}, existem dois números curiosos de comprimento  n.

## Fórmula
A fórmula para as duas soluções: A primeira é o resto quando 5 elevado a 2n é dividido por 10n e a segunda é 10n + 1 menos a primeira.

## Código Python
Este código Python mostra que as primeiras soluções são realmente soluções.